# Dasychira albilunulata
Dasychira albilunulata is een vlinder uit de familie spinneruilen (Erebidae), onderfamilie donsvlinders (Lymantriinae). De wetenschappelijke naam van deze soort is voor het eerst geldig gepubliceerd in 1895 door Karsch.
De soort komt voor in tropisch Afrika.